# Cyclosa coylei
Cyclosa coylei là một loài nhện trong họ Araneidae.
Loài này thuộc chi Cyclosa. Cyclosa coylei được Herbert Walter Levi miêu tả năm 1999.